# Celerena exacta
Celerena exacta är en fjärilsart som beskrevs av W. Warren 1899. Celerena exacta ingår i släktet Celerena och familjen mätare. Inga underarter finns listade i Catalogue of Life.